# Roland Varga
Roland Varga (Budapest, 23 gennaio 1990) è un calciatore ungherese, attaccante del Fehérvár.

## Biografia
Nel 2009 ha partecipato a "Lo show dei record" per battere il record del tiro più forte al mondo.

## Carriera

### Club
Cresciuto nelle giovanili dell'MTK Budapest, è passato nelle giovanili del Brescia nell'estate del 2008, su consiglio del direttore sportivo Gianluca Nani, che già un anno prima aveva portato in Italia il connazionale Ádám Vass.
Il 21 agosto 2009 esordisce in Serie B nella gara Cittadella-Brescia finita 1-0 a favore delle Rondinelle, allora allenate dal tecnico Alberto Cavasin.
A gennaio 2010, dopo un inizio di stagione caratterizzato da un ridotto minutaggio, torna in Ungheria in prestito all'Újpest e nel luglio 2010 passa ancora in prestito in Lega Pro, al Foggia, allenato dal tecnico ceco Zdeněk Zeman.
Nell'estate 2011 è nuovamente tra le file della formazione bresciana.
Nel mercato di gennaio 2012 passa a titolo definitivo al Győri ETO. Il 15 gennaio 2015, dopo tre stagioni al Győri ETO, viene ingaggiato a titolo definitivo dal Ferencváros.

### Nazionale
Con la nazionale ungherese Under-20 ha partecipato al Mondiale Under-20 2009 in Egitto, disputando 4 partite e classificandosi al 3º posto battendo la Costa Rica ai calci di rigore. Debuttò nell'Ungheria Under-21 il 13 novembre 2009 nelle eliminatorie delle qualificazioni agli Europei Under-21 contro l'Italia (2-0), allenata dal CT Sándor Egervári e disputata a Győr.
Ha esordito con la nazionale maggiore il 22 maggio 2014 nell'amichevole Ungheria-Danimarca (2-2).

## Statistiche

### Presenze e reti nei club
Statistiche aggiornate al 21 aprile 2017.
| Stagione           | Squadra            | Campionato         | Campionato | Campionato | Coppa nazionale | Coppa nazionale | Coppa nazionale | Coppe continentali | Coppe continentali | Coppe continentali | Altre coppe | Altre coppe | Altre coppe | Totale | Totale |
| Stagione           | Squadra            | Comp               | Pres       | Reti       | Comp            | Pres            | Reti            | Comp               | Pres               | Reti               | Comp        | Pres        | Reti        | Pres   | Reti   |
| ------------------ | ------------------ | ------------------ | ---------- | ---------- | --------------- | --------------- | --------------- | ------------------ | ------------------ | ------------------ | ----------- | ----------- | ----------- | ------ | ------ |
| 2009-feb. 2010     | Brescia            | B                  | 2          | 0          | CI              | 1               | 0               | -                  | -                  | -                  | -           | -           | -           | 3      | 0      |
| feb.-mag. 2010     | Újpest             | NBI                | 12         | 1          | MK+MLK          | 1+4             | 0+1             | -                  | -                  | -                  | -           | -           | -           | 17     | 2      |
| 2010-2011          | Foggia             | 1D                 | 20         | 2          | CI-LP           | 3               | 0               | -                  | -                  | -                  | -           | -           | -           | 23     | 2      |
| 2011-feb. 2012     | Brescia            | B                  | 0          | 0          | CI              | 0               | 0               | -                  | -                  | -                  | -           | -           | -           | 0      | 0      |
| Totale Brescia     | Totale Brescia     | Totale Brescia     | 2          | 0          |                 | 1               | 0               |                    | -                  | -                  |             | -           | -           | 3      | 0      |
| feb.-giu. 2012     | Győri ETO II       | NBII               | 2          | 0          | MK              | -               | -               | -                  | -                  | -                  |             |             |             | 2      | 0      |
| feb.-giu. 2012     | Győri ETO          | NBI                | 9          | 3          | MK+MKL          | 1+0             | 0               | -                  | -                  | -                  | -           | -           | -           | 10     | 3      |
| 2012-2013          | Győri ETO          | NBI                | 27         | 12         | MK+MLK          | 4+2             | 0               | -                  | -                  | -                  | -           | -           | -           | 33     | 12     |
| 2013-2014          | Győri ETO          | NBI                | 28         | 4          | MK+MLK          | 4+5             | 1+3             | UCL                | 2                  | 0                  | MS          | 1           | 0           | 40     | 8      |
| 2014-feb. 2015     | Győri ETO          | NB1                | 11         | 1          | MK+MLK          | 3+4             | 0+1             | UEL                | 2                  | 0                  | -           | -           | -           | 20     | 2      |
| Totale Győri ETO   | Totale Győri ETO   | Totale Győri ETO   | 75         | 20         |                 | 23              | 5               |                    | 4                  | 0                  |             | 1           | 0           | 103    | 25     |
| feb.-mag. 2014     | Ferencváros        | NBI                | 13         | 3          | MK+MLK          | 4+1             | 2+0             | UEL                | -                  | -                  | -           | -           | -           | 18     | 5      |
| 2015-2016          | Ferencváros        | NBI                | 30         | 7          | MK              | 6               | 2               | UEL                | 4                  | 0                  | MS          | 1           | 1           | 40     | 10     |
| 2016-2017          | Ferencváros        | NBI                | 17         | 3          | MK              | 6               | 2               | UCL                | 1                  | 0                  | -           | -           | -           | 24     | 5      |
| 2017-2018          | Ferencváros        | NBI                | 30         | 17         | MK              | 0               | 0               | UEL                | 3                  | 3                  | -           | -           | -           | 33     | 20     |
| 2018-2019          | Ferencváros        | NBI                | 17         | 6          | MK              | 1               | 0               | UEL                | 2                  | 0                  | -           | -           | -           | 20     | 6      |
| Totale Ferencváros | Totale Ferencváros | Totale Ferencváros | 107        | 36         |                 | 18              | 6               |                    | 10                 | 3                  |             | 1           | 1           | 136    | 46     |
| Totale carriera    | Totale carriera    | Totale carriera    | 218        | 59         |                 | 50              | 12              |                    | 14                 | 3                  |             | 2           | 1           | 284    | 75     |

### Cronologia presenze e reti in nazionale
| Cronologia completa delle presenze e delle reti in nazionale ― Ungheria | Cronologia completa delle presenze e delle reti in nazionale ― Ungheria | Cronologia completa delle presenze e delle reti in nazionale ― Ungheria | Cronologia completa delle presenze e delle reti in nazionale ― Ungheria | Cronologia completa delle presenze e delle reti in nazionale ― Ungheria | Cronologia completa delle presenze e delle reti in nazionale ― Ungheria | Cronologia completa delle presenze e delle reti in nazionale ― Ungheria | Cronologia completa delle presenze e delle reti in nazionale ― Ungheria |
| Data                                                                    | Città                                                                   | In casa                                                                 | Risultato                                                               | Ospiti                                                                  | Competizione                                                            | Reti                                                                    | Note                                                                    |
| ----------------------------------------------------------------------- | ----------------------------------------------------------------------- | ----------------------------------------------------------------------- | ----------------------------------------------------------------------- | ----------------------------------------------------------------------- | ----------------------------------------------------------------------- | ----------------------------------------------------------------------- | ----------------------------------------------------------------------- |
| 22-5-2014                                                               | Debrecen                                                                | Ungheria                                                                | 2 – 2                                                                   | Danimarca                                                               | Amichevole                                                              | 1                                                                       | 46’                                                                     |
| 4-6-2014                                                                | Budapest                                                                | Ungheria                                                                | 1 – 0                                                                   | Albania                                                                 | Amichevole                                                              | -                                                                       | 64’                                                                     |
| 7-6-2014                                                                | Budapest                                                                | Ungheria                                                                | 3 – 0                                                                   | Kazakistan                                                              | Amichevole                                                              | 1                                                                       | 87’                                                                     |
| 5-6-2015                                                                | Debrecen                                                                | Ungheria                                                                | 4 – 0                                                                   | Lituania                                                                | Amichevole                                                              | -                                                                       | 46’                                                                     |
| 31-8-2017                                                               | Budapest                                                                | Ungheria                                                                | 3 – 1                                                                   | Lettonia                                                                | Qual. Mondiali 2018                                                     | -                                                                       | 86’                                                                     |
| 3-9-2017                                                                | Budapest                                                                | Ungheria                                                                | 0 – 1                                                                   | Portogallo                                                              | Qual. Mondiali 2018                                                     | -                                                                       | 68’                                                                     |
| 7-10-2017                                                               | Basilea                                                                 | Svizzera                                                                | 5 – 2                                                                   | Ungheria                                                                | Qual. Mondiali 2018                                                     | -                                                                       | 69’                                                                     |
| 27-3-2018                                                               | Budapest                                                                | Ungheria                                                                | 0 – 1                                                                   | Scozia                                                                  | Amichevole                                                              | -                                                                       | 83’                                                                     |
| 6-6-2018                                                                | Brėst                                                                   | Bielorussia                                                             | 1 – 1                                                                   | Ungheria                                                                | Amichevole                                                              | 1                                                                       |                                                                         |
| 9-6-2018                                                                | Budapest                                                                | Ungheria                                                                | 1 – 2                                                                   | Australia                                                               | Amichevole                                                              | -                                                                       |                                                                         |
| 8-9-2018                                                                | Tampere                                                                 | Finlandia                                                               | 1 – 0                                                                   | Ungheria                                                                | UEFA Nations League 2018-2019 - 1º turno                                | -                                                                       | 54’                                                                     |
| 11-9-2018                                                               | Budapest                                                                | Ungheria                                                                | 2 – 1                                                                   | Grecia                                                                  | UEFA Nations League 2018-2019 - 1º turno                                | -                                                                       | 62’                                                                     |
| 12-10-2018                                                              | Atene                                                                   | Grecia                                                                  | 1 – 0                                                                   | Ungheria                                                                | UEFA Nations League 2018-2019 - 1º turno                                | -                                                                       | 68’                                                                     |
| 24-3-2019                                                               | Budapest                                                                | Ungheria                                                                | 2 – 1                                                                   | Croazia                                                                 | Qual. Euro 2020                                                         | -                                                                       | 40’                                                                     |
| 11-6-2019                                                               | Budapest                                                                | Ungheria                                                                | 1 – 0                                                                   | Galles                                                                  | Qual. Euro 2020                                                         | -                                                                       | 59’                                                                     |
| 5-9-2019                                                                | Podgorica                                                               | Montenegro                                                              | 2 – 1                                                                   | Ungheria                                                                | Amichevole                                                              | -                                                                       | 64’                                                                     |
| 10-10-2019                                                              | Spalato                                                                 | Croazia                                                                 | 3 – 0                                                                   | Ungheria                                                                | Qual. Euro 2020                                                         | -                                                                       | 76’                                                                     |
| 15-11-2019                                                              | Budapest                                                                | Ungheria                                                                | 1 – 2                                                                   | Uruguay                                                                 | Amichevole                                                              | -                                                                       |                                                                         |
| 19-11-2019                                                              | Cardiff                                                                 | Galles                                                                  | 2 – 0                                                                   | Ungheria                                                                | Qual. Euro 2020                                                         | -                                                                       | 72’                                                                     |
| 28-3-2021                                                               | Serravalle                                                              | San Marino                                                              | 0 – 3                                                                   | Ungheria                                                                | Qual. Mondiali 2022                                                     | -                                                                       | 72’                                                                     |
| 31-3-2021                                                               | Andorra la Vella                                                        | Andorra                                                                 | 1 – 4                                                                   | Ungheria                                                                | Qual. Mondiali 2022                                                     | -                                                                       | 61’                                                                     |
| 8-6-2021                                                                | Budapest                                                                | Ungheria                                                                | 0 – 0                                                                   | Irlanda                                                                 | Amichevole                                                              | -                                                                       | 46’                                                                     |
| 15-6-2021                                                               | Budapest                                                                | Ungheria                                                                | 0 – 3                                                                   | Portogallo                                                              | Euro 2020 - 1º turno                                                    | -                                                                       | 90+5’                                                                   |
| 5-9-2021                                                                | Elbasan                                                                 | Albania                                                                 | 1 – 0                                                                   | Ungheria                                                                | Qual. Mondiali 2022                                                     | -                                                                       | 88’                                                                     |
| Totale                                                                  |                                                                         | Presenze                                                                | 24                                                                      |                                                                         | Reti                                                                    | 3                                                                       |                                                                         |

## Palmarès

### Club

#### Competizioni nazionali
- Campionato ungherese: 3

Győri ETO: 2012-2013
Ferencváros: 2018-2019, 2019-2020
- Supercoppa d'Ungheria: 2

Győri ETO: 2013
Ferencváros: 2015
- Coppa di Lega ungherese: 1

Ferencváros: 2014-2015
- Coppa d'Ungheria: 1

Ferencváros: 2016-2017
- Coppa di Romania: 1

Sepsi: 2022-2023
- Supercoppa di Romania: 2

Sepsi: 2022, 2023